# Hans Richter (SS-Mitglied)
Hans Richter (* 15. November 1903 in Berlin; † 1972) war ein deutscher Staatsbeamter, tätig im Sicherheitsdienst-Hauptamt und im Reichssicherheitshauptamt im Range eines SS-Sturmbannführers.

## Leben und Wirken
Richter war der Sohn eines Musikalienfabrikanten. Nach dem Schulbesuch begann er das Studium der Rechtswissenschaften. Nebenbei widmete er sich künstlerischen Ambitionen: So gehörte er zur Fachklasse für Dekorationsmalerei unter Harold Bengen an der Kunstgewerbe- und Handwerkerschule in Berlin-Charlottenburg und war er Privatschüler des Bildhauers Erich Wild. Sein Studium musste Richter 1930 wegen wirtschaftlicher Schwierigkeiten ohne Abschluss abbrechen.
Zum 1. Mai 1932 trat Richter in die NSDAP ein (Mitgliedsnummer 1.097.068). Im November desselben Jahres trat er in die SS (SS-Nummer 36.122) ein. In der Partei betreute er nationalsozialistische Häftlinge. Auf diese Weise wurde er zunächst Informant des Sicherheitsdienstes der SS (SD), in den er im Mai 1933 als hauptamtlicher Mitarbeiter aufgenommen wurde.
Im SD-Hauptamt leitete Richter zeitweise das 1935 eingerichtete Freimaurer-Museum, in dem unter anderem auch Adolf Eichmann im Rahmen seiner SD-Ausbildung eine Zeitlang als Untergebener Richters Dienst tun musste. Eichmann erinnerte sich später:

„Ich wurde abgestellt an einen Oberscharführer Richter, ein Berliner, der einige Semester Hochschule hinter sich hatte, durch die politischen Ereignisse nicht weitermachte und dort gewissermassen als Museumsdirektor figurierte. Seine Aufgabe war es, das in verschiedenen Freimaurerlogen in Deutschland sichergestellte Material […] museumsartig aufzubauen.“

Nach der Gründung des Reichssicherheitshauptamtes leitete Richter gemäß dem Geschäftsverteilungsplan vom Februar 1940 im Amt II (Weltanschauliche Gegnererforschung) die Referate II B 1 (Freimaurerei) und II B 2 („Judenreferat“). Gemäß dem Geschäftsverteilungsplan vom März 1941 leitete er zu diesem Zeitpunkt das Referat VII C 2 („Museum und Ausstellungswesen“) in der Amtsgruppe VII („Weltanschauliche Forschung und Auswertung – SD-Ausland“).

## Schriften
- Freimaurerei in der Abwehr. In: Volk im Werden, 6. Jahrgang, September 1938, Heft 9, S. 436.